# Сан Бенедето Улано
Сан Бенедѐто Ула̀но (на италиански: San Benedetto Ullano, на арбърешки: Shën Benedhiti, Шън Бенедити, на местен диалект: Arcoa, Аркоа) е село и община в Южна Италия, провинция Козенца, регион Калабрия. Разположено е на 460 m надморска височина. Населението на общината е 1573 души (към 2012 г.).
 В това село живее албанско общество, наречено арбъреши. Те са се заселили в този район между XV и XVIII век като бежанци от османското владичество. Село ХХХХХХ е част от етнографическия район Арберия.